# Kartaga
Kartaga (fenički: Qart-Hadašt = Novi grad; grčki: Karkhēdōn; latinski: Carthago), antički grad i država na sjevernoj obali Afrike u današnjem Tunisu kod današnjeg grada Tunisa. Osnovali su je fenički trgovci iz Tira godine 814. pr. Kr., a uništili Rimljani tijekom Trećeg punskog rata 146. godine pr. Kr. Rimljani su godine 44. pr. Kr. utemeljili koloniju Colonia Iulia Carthago, godine 439. osvajaju je Vandali, zatim 533. pada pod vlast Bizanta, a konačno su je uništili Arapi 698. godine. Zbog njezina bogatstva i važnosti, Kartagu su još nazivali "Dragulj Sredozemlja".
Pionirski doprinos arheološkom istraživanju Kartage dao je Hvaranin Dominik-Menego Novak. U današnjim mjerilima njegov obol nije velik, ali to je bilo onda kad je tek krenulo arheološko istraživanje Kartage.
Arheološki lokalitet drevne Kartage upisan je 1979. godine na UNESCO-ov popis mjesta svjetske baštine u Africi kao jedinstveno mjesto miješanja i procvata više kultura koje su slijedile jedna nakon druge (Feničani, Stari Rim, Starokršćanstvo i Arapi).

## Povijest
Prema tradiciji i legendi, grad je krajem 9. stoljeća pr. Kr. osnovala kraljica Didona (poznata još kao Eliza ili Elizar), koja je zajedno sa sljedbenicima pobjegla iz Tira, nakon što je njezin mlađi brat Pigmalion ubio njenog muža kako bi učvrstio svoju vlast.

### Uspon
Kartaga je ubrzo nakon osnutka postala najbogatijom i najprosperitetnijom feničkom kolonijom te je ubrzo zavladala velikim dijelom Zapadnog Sredozemlja. U antičkom su se svijetu najveći profiti mogli postići trgovinom, što je upravo ono čime su se bavili Kartažani. Zbog svog strateškog položaja, Kartaga je nadzirala trgovinu i trgovačke rute cijelog Sredozemlja. Na tržnicama u drevnoj Kartagi se moglo pronaći sve sto se nabavljalo trgovinom, od slonovih kljova (bjelokosti), pa sve do robova. 
Hegemonija koju je stvorila Kartaga bila je jedna od najdugotrajnijih i najvećih hegemonija antičkog Sredozemlja. Iako se hegemonija temeljila uglavnom na trgovini, Kartaga je dominirala i snažnom mornaricom te izvježbanom vojskom plaćenika. Poznati su nam njezini ratovi s Grcima i Rimom, što je na kraju i dovelo do njezina uništenja za vrijeme Trećeg punskog rata s Rimom.

### Pad
Rimska vojska se 149. pr. Kr. iskrcala u Africi i opsjedala Kartagu. Kartažani su se zatvorili unutar svojih zidina i gotovo nadljudskom snagom, složno i hrabro branili grad dvije godine. Onda je rimski vojskovođa Scipion Mlađi (unuk Scipiona Starijeg) spriječio opskrbu grada hranom. Počeli su harati glad i bolesti. Na iscrpljeni narod u gradu počeo je opći juriš u proljeće 146. pr. Kr. kada su Rimljani provalili u grad preko zidina. Šest dana Kartažani su se borili za svaku ulicu, za svaku kuću. Unatoč tome, Rimljani su zauzeli grad i spalili ga. Navodno je grad gorio punih 17 dana i noći, pri čemu je izgorjela i velika gradska knjižnica te su izgubljena brojna saznanja o Kartažanima tako da do danas o njima ne znamo gotovo ništa, što su upravo Rimljani i željeli. Nakon sto se vatra ugasila Rimljani su grad razorili te su čak izrekli formule bogovima smrti i obasipali ga solju tako da ondje više nikada nitko ne bi mogao živjeti. Gradsko je stanovništvo palo s 500 000 na samo 50 000. Pobjednici Rimljani opljačkali su Kartagu, a preživjelo i zarobljeno stanovništvo prodali u ropstvo.
S Kartagom je učinjeno ono što je tražio Katon u rimskom Senatu - razorena je. Nije bilo više Kartage, "Biser Sredozemlja" bio je sravnjen sa zemljom.

### Rimska Kartaga
Preostali stanovnici Kartage su se naselili na brdu Byrsa, a obližnji grad Utika je postao središte područja iz kojega su upravljali Rimljani. Nakon što je rimski Senat ukinuo kratkotrajnu koloniju Iunonia koju je na mjestu Kartage osnovao Gaj Sempronije Grakho 122. pr. Kr., Julije Cezar je na istom mjestu dao podići rimski grad Kartagu. Do 1. stoljeća on je porastao do drugog mjesta po važnosti i broju stanovnika u zapadnom dijelu Rimskog Carstva. Bio je prijestolnica rimske provincije Africa i tzv. "žitnica carstva".
Kartaga je također postala i jedno od središta ranokršćanstva. Na nekoliko koncila u nizu, održanih u Kartagi, a o kojima se malo zna jer su bili slabo praćeni, prisustvovalo je više od sedamdeset biskupa. Tertulijan (oko 120. – 220.) je prvi značajan Kartažanin kršćanin kojeg nazivaju "ocem latinskog kršćanstva", a uslijedio je i biskup Sveti Ciprijan Kartaški koji je umro mučeničkom smrću 258. godine. Uslijedio je 
heretički pokret donatizam, nazvan po kartaškom biskupu Donatu Magnusu koji je smatrao da crkva mora biti crkva svetaca a ne griješnika, i zalagao se za ukidanje privatnog vlasništva, ropstva i dugova. Sveti Augustin se dugo borio protiv njih krajem 4. stoljeća. Na trećem koncilu u Kartagi 397. godine potvrđen je biblijski kanon zapadne crkve.
Središnje vlasti u Rimu u 5. stoljeću nisu podržavale afričke kršćanske zajednice što je vjerojatno razlog olakog pada afričkih gradova pod vandalsku vlast. Vandalski kralj Gajzerik je porazio rimskog generala Bonifacija i načinio je Kartagu prijestolnicom svog novog Vandalskog kraljevstva koje je potrajalo do 6. stoljeća. Bizantski car Mauricije je načinio Kartagu egzarhatom (samostalnom prijestolnicom pokrajine poput Ravenne). U 7. stoljeću je egzarh Kartage, Heraklije (armenskog podrijetla) s vlasti svrgnuo cara Foku.
No, 695. godine nadiruća arapska vojska je osvojila Kartagu i nastavila svoj pohod prema zapadu, a Kartagu je kao središte područja zamijenio Tunis.

## Izgled grada
Dvije velike, umjetne luke su građene u gradu, jedna za čuvanje velike mornarice od 220 ratnih brodova poznata i kao Koton, i druga trgovačka za trgovinu. Unutar vojne luke, koja je ujedno bila i središte grada, nalazio se umjetan otok s ovalnom zgradom s koje se moglo nadgledati pristaništa i brodove koji prilaze gradu.

### Koton
Vojna luka nazivala se još i Koton Kartage, bila je kružnog oblika, a njezine se konture mogu razaznati još i danas. Lako bi bilo uzeti ove lagune kao djelo prirode, ali one su nedvojbeno ljudsko djelo. One su ostatci arhitektonskog čuda antike. Iskapanja su pokazala da su Kartažani sagradili stotine dokova od opeke na umjetnom otoku kružnog oblika, usred zdanja. Brodovi su se mogli dovući na kopno za popravak. Arheolozi su izračunali da su u izgradnji ovog mamutskog projekta Kartažani uklonili četvrtinu milijuna kubnih metara zemlje. Od trgovačke luke je bila zaštićena ovalnim i masivnim zidom te u nju nije smio kročiti niti jedan stranac. Smatrano svjetskim čudom u doba antike, ovo sofisticirano zdanje je moglo primiti oko 220 ratnih brodova u nadsvođene odjeljke, poput današnjih garaža. Bila je to najnaprednija luka svojeg doba. Sve je nadgledavala kapetanija koja je bila locirana u središtu, na umjetnom otoku, odakle su mogli nadgledati cijelu luku i obalu.

### Zidine
Grad je imao masivne zidove, 37 kilometara duge, dulje od drugih gradova toga vremena. Veći dio zidina je bio smješten na samoj obali. Bio je to obrambeni sustav od tri dijela; jarka s nasipom, manjeg zida i glavnog zida u kojem je živio i dio kartaške vojske te konji i slonovi. I zidine Kartage su bile smatrane svjetskim čudom, te su i one bile najsofisticiraniji obrambeni sustav svojeg vremena u koje su stanovnici imali veliko povjerenje. U pravilu, veći dio zida nikada nije bio probijen. Grad je također imao velike nekropole i podzemna groblja, sakralna područja, tržnice, Vijeće starješina, tornjeve, veliku knjižnicu i kazalište, i bio je podijeljen u četiri stambene površine jednake veličine s istim rasporedom.

### Citadela i ostatak grada
Otprilike u središtu grada nalazila se visoka citadela zvana Byrsa, a njezini se ostatci mogu vidjeti i danas. Sa svojim velikim brojem stanovnika (500 000), Kartaga je bila jedan od najvećih gradova helenističkog doba (po nekim procjenama samo je Aleksandrija bila veća) i ujedno spada među najveće gradove pred-industrijske povijesti. Kartaga se može usporediti s Manhattanom u New Yorku, jer je velika populacija živjela na relativno malom području. Budući da je bila jaka želja da se nastavi živjeti unutar gradskih zidina, unatoč rastućoj populaciji, gradski su arhitekti kao rješenje našli apartmane i višekatnice. Zanimljivo je da su stanovnici Kartage, kako bi uštedjeli novac, svoje kuće oblagali nekom vrstom žbuke, tako da su izgledale kao da su izgrađene od skupocjenog mramora.

## Uprava
Kartagom su u početku vladali kraljevi, ali je kasnije vlast preuređena u neku vrstu oligarhije i republike gdje su vlast u rukama uglavnom imali bogati trgovci i aristokrati. Suvremenici su imali različita mišljenja o političkom sustavu Kartage. Arhimed je Kartagu su nazivao monarhijom pošto je imala dva kralja, dok su je Rimljani nazivali diktaturom pošto su vojskom upravljali s gotovo neograničenim ovlastima vojni zapovjednici. Obje kvalifikacije političkog sustava su bile istovremeno ispravne i neispravne. Kartagom su upravljali kraljevi (suffeti), ali oni su kao i rimski konzuli bili izabrani na mandat od godinu dana. Identična situacija bila je s vrhovnim vijećem čiji članovi su bili također birani na godinu dana. Stanje u vojsci je bilo drugačije tako da je njene zapovjednike biralo vrhovno vijeće, ali je njihov mandat bio doživotan zbog čega su Rimljani Kartagu nazivali diktaturom. Iako je gradsku administraciju čvrsto kontrolirala oligarhija, možemo naći demokratske elemente poput biranja zakonodavaca, sindikata i mjesta sastanaka.

## Religija
Kartaga je među svojim neprijateljima bila na zlu glasu po navodnom prakticiranju žrtvovanja beba i djece. Plutarh (oko 46. – 120.) spominje tu praksu, kao što su učinili Tertulijan, Orosius i Diodor Siculus. Polibije i Livije to ne spominju.
Moderna arheološka iskopavanja mogla bi potvrditi Plutarhove tvrdnje. U jednom dječjem groblju zvanom Tofet otprilike 20.000 urna zakopano je između 400. i 200. pr. Kr., u praksi sve do ranih godina kršćanskog razdoblja. Urne su sadržavale spaljene kosti novorođenčadi i u nekim slučajevima čak kosti fetusa i dvogodišnje djece. Ovi ostatci se tumače kao dokazi da su u slučaju nedonoščeta, roditelji žrtvovali svoje najmlađe dijete. Postoji jasna korelacija između učestalosti žrtava i dobrobiti grada. U lošim vremenima (rat, suša, glad) žrtve su bile češće, što ukazuje na povećane vapaje upućene bogovima. Žrtve su prinošene Molohu, bogu Sunca i blagostanja.
Ponekad se tvrdi, međutim, da su ta tijela samo kremirani ostatci umrle djece, iako je u svjetlu drugih kanaanskih dokaza to manje vjerojatno. U Kartagi je nekoliko tekstova koji su preživjeli i u njima se uopće ne spominje žrtvovanje djece. Mnogi moderni znanstvenici danas smatraju da je mnogo vjerojatnije da su te priče dio rimske promidžbe protiv Kartage kako bi opravdali svoja osvajanja i razaranja. U tijeku je rasprava među modernim arheolozima i drugim znanstvenicima.
Dok preživjeli punski tekstovi ne spominju žrtvovanja, dali su dovoljno detaljan portret vrlo dobro organizirane kaste, hramova i svećenika koji obavljanju različite dužnosti, za razne prigode. Kartaga je imala mnogo bogova. Vrhovni božanski par bio je božica Tanit i bog Ba`al Hamon. Tanit je bila i božica zaštitnica Kartage te se njezin simbol nalazi gotovo posvuda. Svećenici su bili potpuno obrijani za razliku od većine stanovništva. U prvim stoljećima grada obredna slavlja uključivala su ritmički ples, izveden iz feničke tradicije.
Izgleda da je božica Astarte bila popularna u ranim razdobljima. Na vrhuncu svoje kozmopolitske ere Kartaga je izgleda prihvatila bogove i iz drugih civilizacija: Grčke, Egipta i etruščanskih gradova-država.